# Saint-Léger-de-la-Martinière
Saint-Léger-de-la-Martinière es una comuna francesa situada en el departamento de Deux-Sèvres, de la región de Nueva Aquitania.

## Historia
Fue creada el 1 de enero de 1973, con la fusión de las comunas de  L'Enclave-de-la-Martinière y Saint-Léger-lès-Melle, que fueron suprimidas.

## Demografía
| Gráfica de evolución demográfica de Saint-Léger-de-la-Martinière entre 1800 y 2015 |
|                                                                                    |

Los datos entre 1800 y 2015 son el resultado de sumar los parciales de las dos comunas que forman la nueva comuna de  Saint-Léger-de-la-Martinière, cuyos datos se han cogido de 1800 a 1999, de las comunas de L'Enclave-de-la-Martinière y Saint-Léger-lès-Melle de la página francesa EHESS/Cassini. Los demás datos se han cogido de la página del INSEE.